# Lãnh thổ biệt lập
Lãnh thổ biệt lập hay lãnh thổ xa xôi là lãnh thổ của một nước bị tách biệt về mặt địa lý với lãnh thổ chính và nằm ngoài Vùng đặc quyền kinh tế của lãnh thổ chính.
Bảng bên dưới là danh sách các lãnh thổ biệt lập được đánh dấu bằng ranh giới hàng hải không liên tục, không liền kề hoặc ranh giới đất liền:

## Vùng địa lý xa xôi
| Lãnh thổ biệt lập                 | Nước                                         | Ghi chú                 |
| --------------------------------- | -------------------------------------------- | ----------------------- |
| Alaska ·                          | Hoa Kỳ                                       | exclave                 |
| Amsterdam và St.Paul              | Vùng đất phía Nam và châu Nam Cực thuộc Pháp |                         |
| Quần đảo Andaman và Nicobar       | Ấn Độ                                        |                         |
| Azores ·                          | Bồ Đào Nha                                   | khu tự trị              |
| Annobon                           | Guinea Xích đạo                              |                         |
| đảo Ascension                     | Saint Helena, Ascension và Tristan da Cunha  |                         |
| đảo Europa và đảo Juan de Nova    | Vùng đất phía Nam và châu Nam Cực thuộc Pháp | bao gồm Bassas da India |
| Bornholm ·                        | Đan Mạch                                     |                         |
| Quần đảo Crozet                   | Vùng đất phía Nam và châu Nam Cực thuộc Pháp |                         |
| Quần đảo Desventuradas            | Chile                                        |                         |
| Quần đảo Galápagos ·              | Ecuador                                      | chế độ đặc biệt         |
| Gaza Strip ·                      | Palestine                                    |                         |
| Quần đảo Glorioso                 | Vùng đất phía Nam và châu Nam Cực thuộc Pháp |                         |
| Oecusse ·                         | Đông Timor                                   | khu tự trị              |
| Kaliningrad Oblast ·              | Nga                                          |                         |
| quần đảo Line (Đông Kiribati)     | Kiribati                                     |                         |
| đảo Macquarie                     | Úc                                           |                         |
| Musandam                          | Oman                                         |                         |
| Nakhchivan                        | Azerbaijan                                   |                         |
| Quần đảo Phoenix (Trung Kiribati) | Kiribati                                     |                         |
| Quần đảo Hoàng tử Edward          | Nam Phi                                      |                         |
| Tristan da Cunha ·                | Saint Helena, Ascension và Tristan da Cunha  |                         |
| Trindade và Martin Vaz            | Brazil                                       |                         |
| đảo Tromelin                      | Vùng đất phía Nam và châu Nam Cực thuộc Pháp |                         |

## Các lãnh thổ xa bên ngoài lục địa
| Lãnh thổ biệt lập          | Nước        | Ghi chú |
| -------------------------- | ----------- | --- |
| Bonaire ·                  | Hà Lan      | đô thị đặc biệt của Hà Lan từ ngày 10 tháng 10 năm 2010; đảo vẫn giữ nguyên vị thế là lãnh thổ nước ngoài của Liên minh châu Âu trong giai đoạn chuyển tiếp.                    |
| Canary Islands ·           | Tây Ban Nha | |
| Easter Island (Rapa Nui) · | Chile       | trạng thái mới từ ngày 6 tháng 6 năm 2007 |
| Đông Malaysia              | Malaysia    | |
| French Guiana ·            | Pháp        | khu vực ở nước ngoài |
| Guadeloupe ·               | Pháp        | khu vực ở nước ngoài |
| Hawaii ·                   | Hoa Kỳ      | |
| Madeira ·                  | Bồ Đào Nha  | khu tự trị |
| Martinique ·               | Pháp        | khu vực ở nước ngoài |
| Mayotte ·                  | Pháp        | khu vực ở nước ngoài |
| Melilla                    | Tây Ban Nha | quyền tự chủ địa phương |
| Minami Tori-shima          | Nhật Bản    | |
| Palmyra Atoll              | Hoa Kỳ      | |
| Réunion ·                  | Pháp        | khu vực ở nước ngoài |
| Saba ·                     | Hà Lan      | các đô thị đặc biệt của Hà Lan từ ngày 10 tháng 10 năm 2010; các đảo giữ nguyên vị thế của mình là lãnh thổ ở nước ngoài của Liên minh châu Âu trong giai đoạn chuyển tiếp này. |
| Sint Eustatius ·           | Hà Lan      | các đô thị đặc biệt của Hà Lan từ ngày 10 tháng 10 năm 2010; các đảo giữ nguyên vị thế của mình là lãnh thổ ở nước ngoài của Liên minh châu Âu trong giai đoạn chuyển tiếp này. |

## Lãnh thổ phụ thuộc không có người ở
| Lãnh thổ biệt lập                                                | Nước           | Ghi chú            |
| ---------------------------------------------------------------- | -------------- | ------------------ |
| đảo Baker và đảo Howland                                         | Hoa Kỳ         | lãnh thổ phụ thuộc |
| đảo Bouvet                                                       | Na Uy          |                    |
| Lãnh thổ Ấn Độ Dương thuộc Anh ·                                 | Vương quốc Anh |                    |
| Christmas Island ·                                               | Úc             |                    |
| Cocos (Keeling) Islands ·                                        | Úc             |                    |
| đảo Clipperton                                                   | Pháp           |                    |
| Đảo Heard và quần đảo McDonald                                   | Úc             |                    |
| Jan Mayen                                                        | Na Uy          |                    |
| đảo Jarvis                                                       | Hoa Kỳ         |                    |
| Đảo Johnston                                                     | Hoa Kỳ         |                    |
| Vùng đất phía Nam và châu Nam Cực thuộc Pháp, Quần đảo Kerguelen | Pháp           |                    |
| đảo Navassa                                                      | Hoa Kỳ         |                    |
| Kingman Reef                                                     | Hoa Kỳ         |                    |
| Nam Georgia và Quần đảo Nam Sandwich ·                           | Vương quốc Anh |                    |
| đảo Wake                                                         | Hoa Kỳ         |                    |

## Các lãnh thổ và vùng lãnh thổ phụ thuộc chủ quyền đặc biệt
| Lãnh thổ biệt lập                                             | Nước              | Ghi chú                                                                                |
| ------------------------------------------------------------- | ----------------- | -------------------------------------------------------------------------------------- |
| American Samoa ·                                              | Hoa Kỳ            |                                                                                        |
| Anguilla ·                                                    | Vương quốc Anh    |                                                                                        |
| Aruba ·                                                       | Vương quốc Hà Lan |                                                                                        |
| Bermuda ·                                                     | Vương quốc Anh    |                                                                                        |
| Quần đảo Virgin thuộc Anh ·                                   | Vương quốc Anh    |                                                                                        |
| Quần đảo Cayman ·                                             | Vương quốc Anh    |                                                                                        |
| Quần đảo Cook ·                                               | New Zealand       |                                                                                        |
| Curaçao ·                                                     | Vương quốc Hà Lan |                                                                                        |
| Quần đảo Falkland ·                                           | Vương quốc Anh    |                                                                                        |
| Quần đảo Faroe ·                                              | Đan Mạch          |                                                                                        |
| French Polynesia ·                                            | Pháp              |                                                                                        |
| Greenland ·                                                   | Đan Mạch          |                                                                                        |
| Gibraltar ·                                                   | Vương quốc Anh    |                                                                                        |
| Guam ·                                                        | Hoa Kỳ            |                                                                                        |
| Montserrat ·                                                  | Vương quốc Anh    |                                                                                        |
| New Caledonia ·                                               | Pháp              |                                                                                        |
| Niue ·                                                        | New Zealand       |                                                                                        |
| Đảo Norfolk ·                                                 | Úc                |                                                                                        |
| Quần đảo Bắc Mariana ·                                        | Hoa Kỳ            |                                                                                        |
| Quần đảo Pitcairn ·                                           | Vương quốc Anh    |                                                                                        |
| Puerto Rico ·                                                 | Hoa Kỳ            |                                                                                        |
| Saint Barthélemy ·                                            | Pháp              |                                                                                        |
| Saint Helena, Ascension và Tristan da Cunha, (Saint Helena) · | Vương quốc Anh    |                                                                                        |
| Saint Martin ·                                                | Pháp              |                                                                                        |
| Saint Pierre và Miquelon ·                                    | Pháp              |                                                                                        |
| Sint Maarten ·                                                | Vương quốc Hà Lan |                                                                                        |
| Svalbard                                                      | Na Uy             | Svalbard đã không có EEZ, vùng biển của nó dưới chế độ đặc biệt của hiệp ước Svalbard. |
| Tokelau ·                                                     | New Zealand       |                                                                                        |
| Quần đảo Turks và Caicos ·                                    | Vương quốc Anh    |                                                                                        |
| Quần đảo Virgin thuộc Mỹ ·                                    | Hoa Kỳ            |                                                                                        |
| Wallis và Futuna ·                                            | Pháp              |                                                                                        |